# Mercedes-Benz M 275/M 285
| Mercedes-Benz/AMG    | Mercedes-Benz/AMG                         |
| -------------------- | ----------------------------------------- |
| Mercedes-Benz M 275  |                                           |
| M 275/M 285          |                                           |
| Hersteller:          | Mercedes-Benz/AMG                         |
| Produktionszeitraum: | 2002–2013                                 |
| Bauform:             | V 60°, Zwölfzylinder                      |
| Motoren:             | 5,5 Liter (5513 cm³) 6,0 Liter (5980 cm³) |
| Vorgängermodell:     | M 137                                     |
| Nachfolgemodell:     | M 279                                     |
| Ähnliche Modelle:    | keines                                    |

Der M 275 ist ein Ottomotor mit zwölf Zylindern in V-Anordnung und Biturbo-Aufladung der Marke Mercedes-Benz. Er wurde 2002 zuerst in der S-Klasse der Baureihe 220 eingeführt und löste nach und nach in den meisten Modellen den Vorgänger M 137 ab. Ende 2013 endete die Produktion, abgelöst wurde der M 275 vom M 279. Eingesetzt wurde der Motor in der S-Klasse, dem SL und dem CL-Coupe.

## Technik
Wie sein Vorgänger hat der M 275 einen Zylinderbankwinkel von 60°, je Zylinderreihe eine Nockenwelle und je Zylinder ein Auslassventil und zwei Einlassventile, die von Aluminium-Rollenschlepphebeln betätigt werden sowie zwei Zündkerzen, die zeitversetzt angesteuert werden. Der größte Unterschied zum Vorgänger ist neben dem etwas verringerten Hubraum die erstmals bei Mercedes-Benz im Zwölfzylindermotor eingebaute Biturbo-Aufladung.

## Leistungswerte
Die Serienversion des M 275 leistet bei 5,5 Liter Hubraum zwischen 368 kW (500 PS) und 380 kW (517 PS). Als maximales Drehmoment stehen zwischen 800 und 830 Nm zur Verfügung. Aufgrund dieses hohen Drehmomentes ist der Motor an ein für höhere Eingangsdrehmomente ausgelegtes Fünfgangwandlergetriebe gekoppelt und wurde nicht mit dem 7G-Tronic-Getriebe angeboten.

### M 275
AMG bot den Motor als Sechslitervariante mit 450 kW (612 PS) an. Das Drehmoment ist elektronisch auf 1000 Nm begrenzt, um Getriebeschäden zu vermeiden. Möglich wären laut Mercedes-Benz über 1100 Nm. Auch im Maybach 57 S und 62 S wird dieser Motor eingesetzt, hier wurde jedoch Ende 2009 im Maybach Zeppelin auch eine stärkere Variante mit 470 kW (640 PS) vorgestellt. Die gleiche Leistungsstufe kam im modellgepflegten CL gegen Ende 2010 zum Einsatz. Das maximale Drehmoment betrug dort weiterhin 1000 Nm.

#### M 275 E 55 AL*
| Verkaufsbezeichnung                                                                             | Baureihe | Bauzeitraum |
| ----------------------------------------------------------------------------------------------- | -------- | ----------- |
| Hubraum: 5513 cm³, Leistung: 368 kW (500 PS) bei 5000/min, Drehmoment: 800 Nm bei 1800–3500/min |          |             |
| CL 600                                                                                          | C 215    | 2002–2006   |
| S 600 L                                                                                         | V 220    | 2002–2005   |
| SL 600                                                                                          | R 230    | 2002–2006   |
| Hubraum: 5513 cm³, Leistung: 380 kW (517 PS) bei 5000/min, Drehmoment: 830 Nm bei 1800–3500/min |          |             |
| CL 600                                                                                          | C 216    | 2006–2013   |
| S 600 L                                                                                         | V 221    | 2006–2013   |
| SL 600                                                                                          | R 230    | 2006–2011   |

#### M 275 E 60 AL*
| Verkaufsbezeichnung                                                                                   | Baureihe | Bauzeitraum |
| --- | -------- | ----------- |
| Hubraum: 5980 cm³, Leistung: 450 kW (612 PS) bei 4800–5100/min, Drehmoment: 1000 Nm bei 2000–4000/min |          |             |
| CL 65 AMG                                                                                             | C 215    | 2003–2006   |
| CL 65 AMG                                                                                             | C 216    | 2006–2010   |
| S 65 AMG L                                                                                            | V 220    | 2004–2005   |
| S 65 AMG L                                                                                            | V 221    | 2006–2010   |
| SL 65 AMG                                                                                             | R 230    | 2006–2010   |
| Maybach 57 S                                                                                          | W 240    | 2005–2013   |
| Maybach 62 S                                                                                          | V 240    | 2005–2013   |
| Hubraum: 5980 cm³, Leistung: 463 kW (630 PS) bei 4800/min, Drehmoment: 1000 Nm bei 2000–4000/min      |          |             |
| Maybach Landaulet                                                                                     | V 240    | 2008–2013   |
| Hubraum: 5980 cm³, Leistung: 463 kW (630 PS) bei 4800/min, Drehmoment: 1000 Nm bei 2300–4300/min      |          |             |
| CL 65 AMG                                                                                             | C 216    | 2010–2013   |
| S 65 AMG L                                                                                            | V 221    | 2010–2013   |
| Hubraum: 5980 cm³, Leistung: 471 kW (640 PS) bei 4800/min, Drehmoment: 1000 Nm bei 2000–4000/min      |          |             |
| Maybach 57 Zeppelin                                                                                   | W 240    | 2009–2013   |
| Maybach 62 Zeppelin                                                                                   | V 240    | 2009–2013   |
| Hubraum: 5980 cm³, Leistung: 493 kW (670 PS) bei 5400/min, Drehmoment: 1000 Nm bei 2200–4200/min      |          |             |
| SL 65 AMG Black Series                                                                                | R 230    | 2008–2010   |

### M 285
Im Maybach 57 und 62 ist eine M 285 genannte Variante eingebaut. Sie leistet bei gleichem Hubraum durch eine geänderte Elektronik und Turbolader sowie weitere motorische Maßnahmen 404 kW (550 PS) und hat maximal 900 Nm Drehmoment.

#### M 285 E 55 AL*
| Verkaufsbezeichnung                                                                             | Baureihe | Bauzeitraum |
| ----------------------------------------------------------------------------------------------- | -------- | ----------- |
| Hubraum: 5513 cm³, Leistung: 405 kW (550 PS) bei 5250/min, Drehmoment: 900 Nm bei 2200–3000/min |          |             |
| Maybach 57                                                                                      | W 240    | 2002–2013   |
| Maybach 62                                                                                      | V 240    | 2002–2013   |

 * Die Motorbezeichnung ist wie folgt verschlüsselt:
M = Motor (Otto), Baureihe = 3-stellig, E = Saugrohreinspritzung, Hubraum = Deziliter (gerundet), A = Abgasturbolader, L = Ladeluftkühlung

### M 158
Speziell für den Pagani Huayra fertigt AMG unter der Bezeichnung M 158 eine Version des M 275 mit sechs Litern Hubraum. Der Motor leistet in dieser Version zwischen 537 kW (730 PS) und 590 kW (802  PS) und hat maximal 1100 Nm Drehmoment.

### Brabus
Der Tuner Brabus verwendet den M 275 als Basis für seinen Motor im E V12 und Brabus Rocket. Hier leistet er nach einer Hubraumerhöhung auf 6,3 Liter 537 kW (730 PS) und erreicht 1320 Nm maximales Drehmoment, das aber ebenfalls mit Rücksicht auf das Getriebe auf 1100 Nm begrenzt wird.

## Technische Daten M 275 E 55 AL (C 216)
- V12-Ottomotor mit Biturbo-Aufladung und Ladeluftkühlung
- Bohrung × Hub: 82 mm × 87 mm
- Hubraum: 5513 cm³
- Einspritzung: Saugrohreinspritzung
- Leistung: 380 kW (517 PS)
- Maximales Drehmoment: 830 Nm